# نيلس أوس

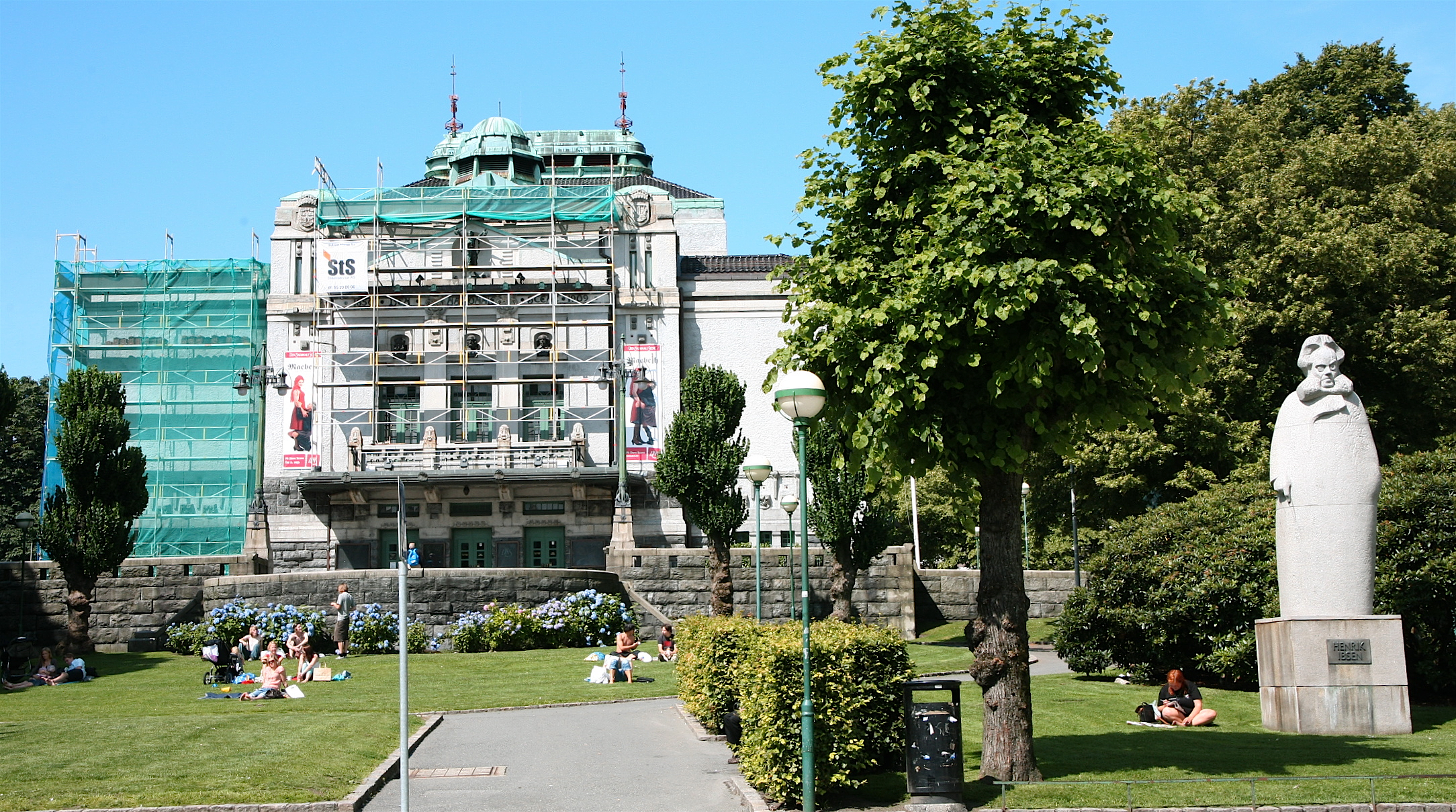
مسرح بيرغن وتمثال إبسن في الخارج

نيلس أوس (بالنرويجية: Nils Aas) (ولد 1933 - 2004) نَحَّاتٌ نرويجي. بالإضافة إلى العديد من التماثيل الرائعة لشخصيات شهيرة، يقال أنه صمم بعضاً من العملات المعدنية النرويجية.
من تماثيله: هوكون السابع ملك النرويج في أوسلو، يالمار أندرسين في أوسلو، هنريك إبسن في برغن، تشارلي تشابلن في أوسلو.